# سيريل إي. إس. بيريرا
سيريل إي. إس. بيريرا هو مدرس ومحامي ومحام بالقضاء العالي سريلانكي، ولد في 19 يناير 1892 في سيلان البريطانية، وتوفي في 27 مارس 1968.